# Чаплі (Курська область)
Чаплі (рос. Чапли) — село в Курчатовському районі Курської області Російської Федерації.
Населення становить 530 осіб. Входить до складу муніципального утворення Чаплинська сільрада.

## Історія
Населений пункт розташований на території українського етнічного та культурного краю Східна Слобожанщина.
Від 2004 року входить до складу муніципального утворення Чаплинська сільрада.

## Населення
| 2002 | 2010 |
| ---- | ---- |
| 658  | ↘530 |